# 漆紙文書

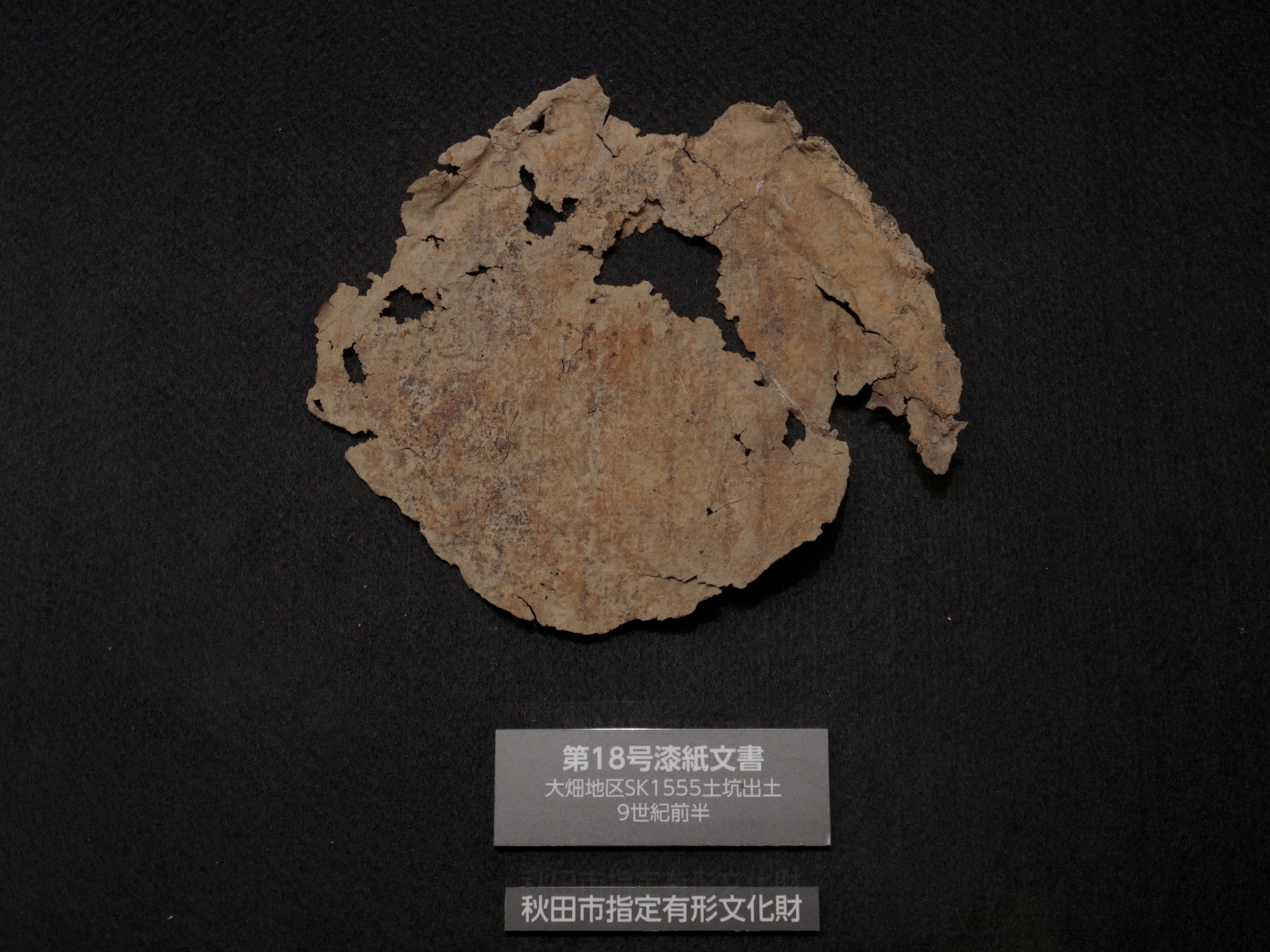
秋田城出土の漆紙文書

漆紙文書（うるしがみもんじょ）とは、廃棄文書を漆の入った容器の蓋紙にし、それに漆が浸潤したことによって、腐らずに残った古代の文書。1973年（昭和48年）に多賀城跡（宮城県多賀城市）で初めて発見された。

## 概要

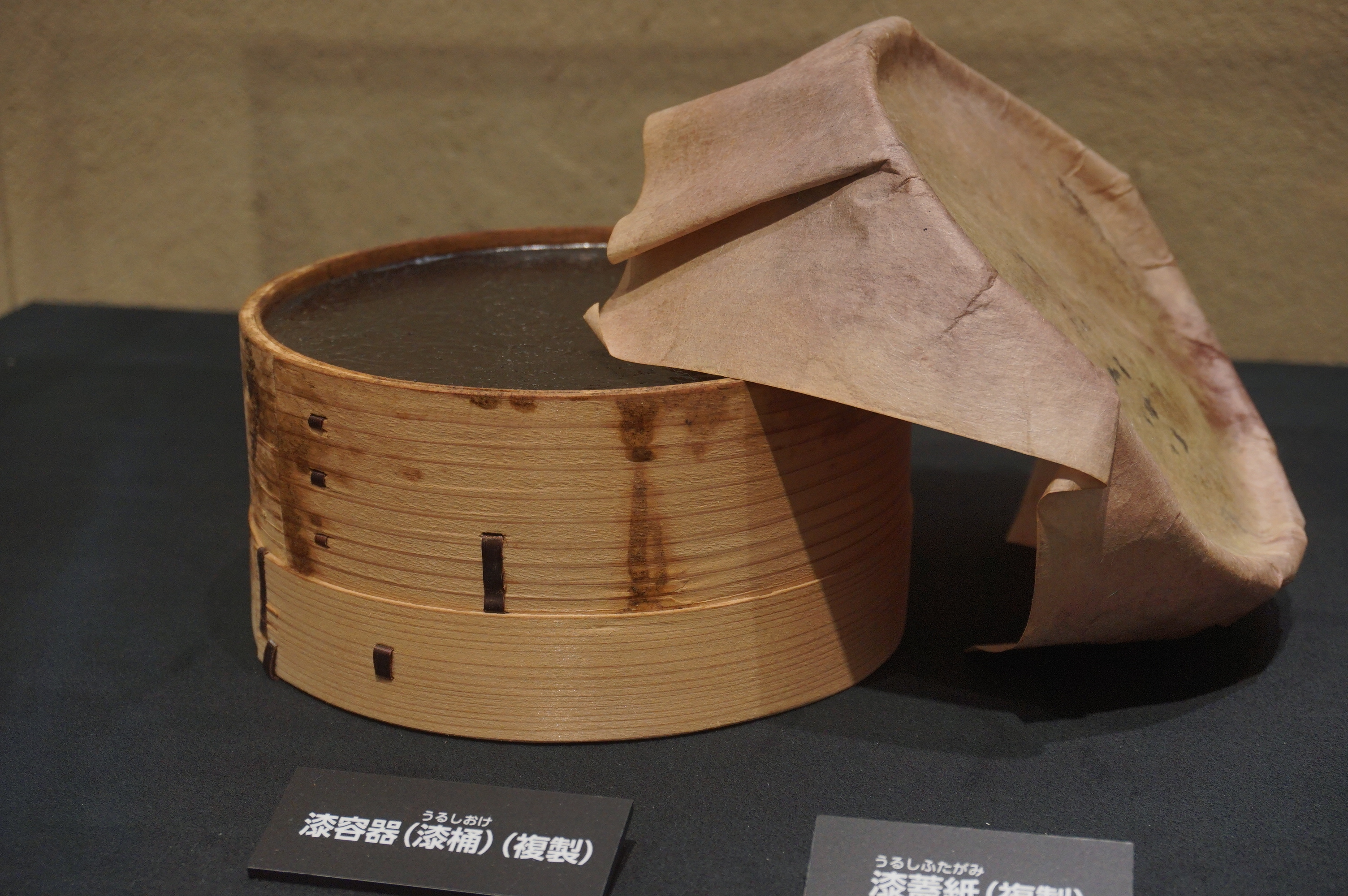
漆紙文書の形成過程を説明する模型（秋田城跡歴史資料館）

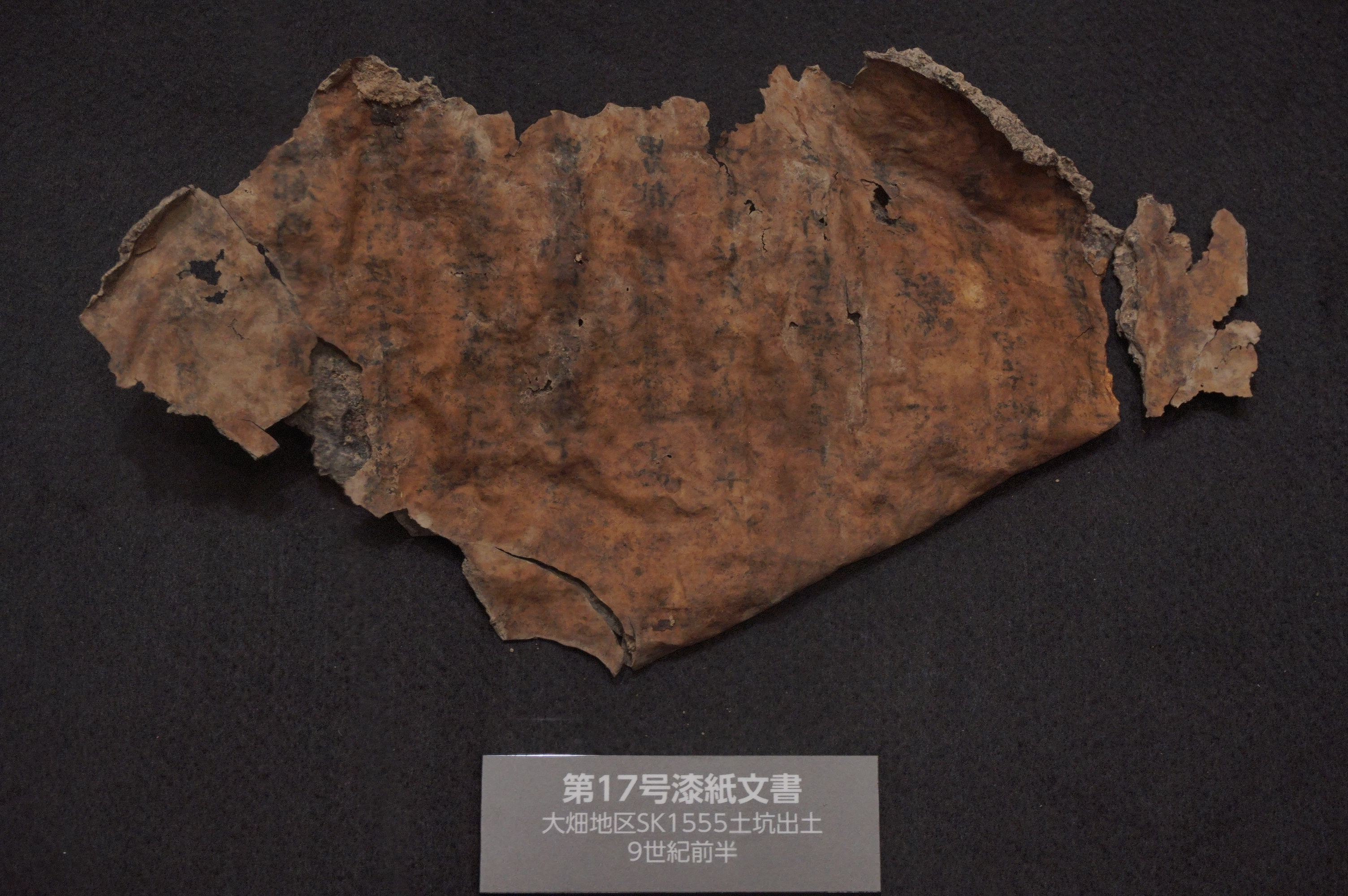
肉眼で文字を確認できる漆紙文書（秋田城出土品）

高温多湿の気候下では、植物繊維から作られた紙が良好な状態で伝来することは稀であり、正倉院文書など幾ばくかの例外があるのみだった。しかし、多賀城跡から発見された文書には漆がしみ込んで固まったため、地中で腐敗することなく発見された。
漆塗りに使う漆液は、長時間空気にさらすと硬化する性質があるので、保存するときには漆液が空気に触れないよう、表面に密着させた紙で蓋をする。古代、紙は貴重であったため、廃棄文書の紙が漆液の蓋として再利用された。その結果、紙に漆が浸潤し、土中での腐食を免れることになった。そのため、液面のかたちだけが残っており、だいたいは円形を呈する。
肉眼では解読が不可能な場合が多く、赤外線カメラを用いて解読作業をおこなう。
漆紙文書は廃棄文書の断片ではあるが、残存している一次史料の少ない古代にあっては、木簡や墨書土器、正倉院文書などとともに貴重な文字資料となっている。
手紙などのほか戸籍・暦・計帳・死亡帳など当時の公文書も見つかっている。

## 主な漆紙文書出土遺跡
- 平城京跡（奈良県奈良市）
- 長岡京跡（京都府向日市・長岡京市・京都市）
- 平安京（京都府京都市）
- 大宰府跡（福岡県福岡市）
- 多賀城跡（宮城県多賀城市）
- 山王遺跡（宮城県多賀城市）
- 市川橋遺跡（宮城県多賀城市）
- 檀の越遺跡（宮城県加美町）
- 胆沢城跡（岩手県奥州市）
- 秋田城跡（秋田県秋田市）
- 払田柵跡（秋田県大仙市）
- 城輪柵跡（山形県酒田市）
- 大浦遺跡（山形県鶴岡市）
- 門新遺跡（新潟県長岡市）
- 西部遺跡（新潟県村上市）
- 鹿の子遺跡（茨城県石岡市）
- 下野国庁跡（栃木県栃木市）
- 矢部遺跡（群馬県太田市）
- 武蔵台遺跡（東京都府中市）
- 社宮司遺跡（長野県千曲市）
- 吉田南遺跡（兵庫県神戸市）
- 豆腐町遺跡（兵庫県姫路市）
- 弥布ヶ森遺跡（兵庫県豊岡市）
- 出雲国府跡（島根県松江市）
- 観世音寺（福岡県太宰府市）

など